# La Famille Bou
La Famille Bou est un groupe de musique pop trip hop suisse romand formé en 1998 par Claire Chappuis, Jérôme Devolz et Marc Emery.
En 2000, La Famille Bou autoproduit un disque compact de démonstration de 6 titres et se trouve invitée à l'émission de télévision Hit machine de M6. De retour en Suisse, elle participe à de nombreuses émissions et festival. En juin 2002 La Famille Bou autoproduit Open doors, dont le titre Anodin est repris sur la playlist (une diffusion par jour) de plusieurs radios romandes, dont les deux chaînes nationales La Première et Couleur 3.
Réussissant à vendre trois mille disques en Suisse, Claire, Jérôme et Marc fondent en février 2004 Les Éditions familiales, une maison d'édition musicale qui s'attache notamment à aider l'exportation de la musique suisse en France. En 2005 le disque compact Open doors est remasterisé pour le marché français, et trouve notamment sa place au Virgin des Champs Élysées (distribution Night & Day).
En 2006, le label polonais 4Art Music signe La Famille Bou en licence d'exploitation pour leur territoire. Le CD est vendu en automne, avec le single Plus je te vois entré dans les play-lists des radios locales. Après 4 années d'exploitation, ce 1er opus a vendu plus de 5000 unités sur 3 territoires différents. 
En 2007, la structure éditoriale travaille à faire exporter le duo suisse Rez-Edit de style électro-kitsch, et le trio jazz de Pierre-Luc Vallet. Un album sort en France chez Harmonia Mundi, avec une sélection sur la radio FIP. 
2008 voit naître le second opus de La Famille Bou en France et en Suisse en mars.

## Membres
- Claire Chappuis, chant[1]
- Jérôme Devolz, basse[1]
- Marc Emery, clavier, programmation[1]

### Ancien membre
- Laura Vinckenbosch, violoncelle[1]

## Discographie
| Mars 2008      | Come what may le 2e album sort en France et Suisse                         |
| Novembre 2006  | Open doors sort en Pologne sous le label 4Art Music                        |
| Septembre 2005 | Rêves sur la compilation Les inédits de Radio Paradiso                     |
| Février 2005   | Open doors, réaménagé et remasterisé (Les Éditions familiales/Night & Day) |
| Octobre 2004   | Anodin sur la compilation Casa Alianza, volume 1                           |
| Juin 2004      | Anodin sur la compilation Diesel-U-Music                                   |
| Juin 2002      | Open doors (Les Éditions familiales/Disques office)                        |
| Juin 2000      | CD de démonstration 6 titres                                               |